# Fader Brown (tv-serie)
Fader Brown er en engelsk krimiserie, der blev sendt første gang på BBC One den 14. januar 2013. Serien har Mark Williams i rollen som den katolske præst Father Brown. Serien er løst baseret på korte historier af G.K. Chesterton med samme navn.

## Medvirkende
- Mark Williams som Father Brown
- Sorcha Cusack som Mrs Bridgette McCarthy
- Hugo Speer som Inspector Valentine (1-2)
- Nancy Carroll som Lady Felicia Montague (1-4)
- Alex Price som Sid Carter (1-4)
- Kasia Koleczek som Susie Jasinski (1)
- Keith Osborn som Sergeant Albright (1-2)
- Tom Chambers som Inspector Sullivan (2-3)
- John Burton som Sergeant Goodfellow (2-)
- Jack Deam som Inspector Mallory (4-)
- Emer Kenny som Penelope (Bunty) Windermere (5-)
- John Light som M. Hercule Flambeau